# Христианско-демократический союз Германии
Христианско-демократический союз Германии (ХДС) (нем. Christlich Demokratische Union Deutschlands (CDU) — немецкая правоцентристкая консервативная политическая партия в Германии, основанная 26 июня 1945 года на оккупированной США, Британией и Францией территории страны. Одна из крупнейших партий в Германии наряду с Социал-демократической партией Германии.
Существенно повлияла на становление и развитие Западной Германии (ФРГ), а после объединения немецких государств и на современную Германию.

## История

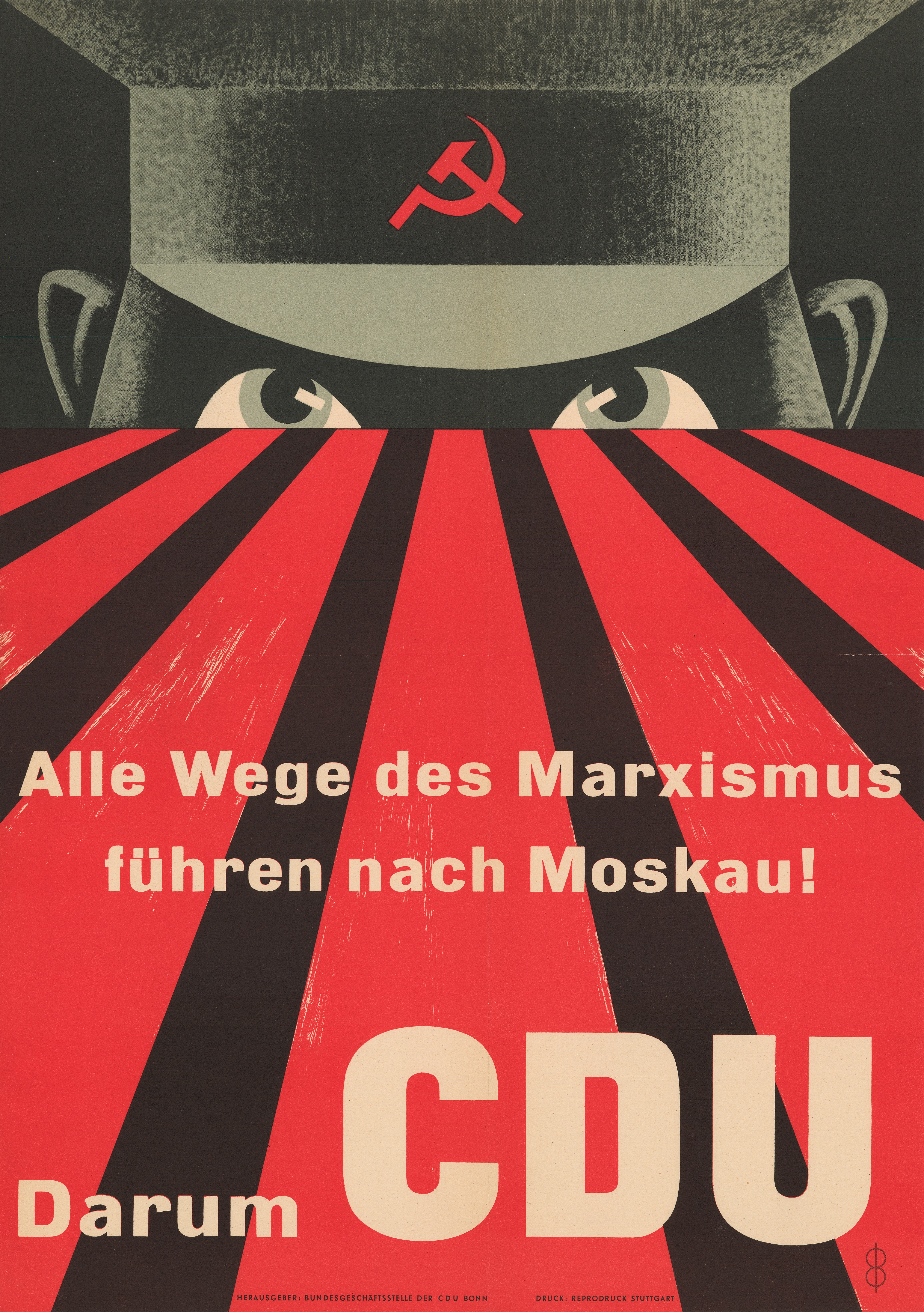
«Все марксистские пути ведут в Москву. Поэтому ХДС». Антикоммунистический предвыборный плакат 1953 года

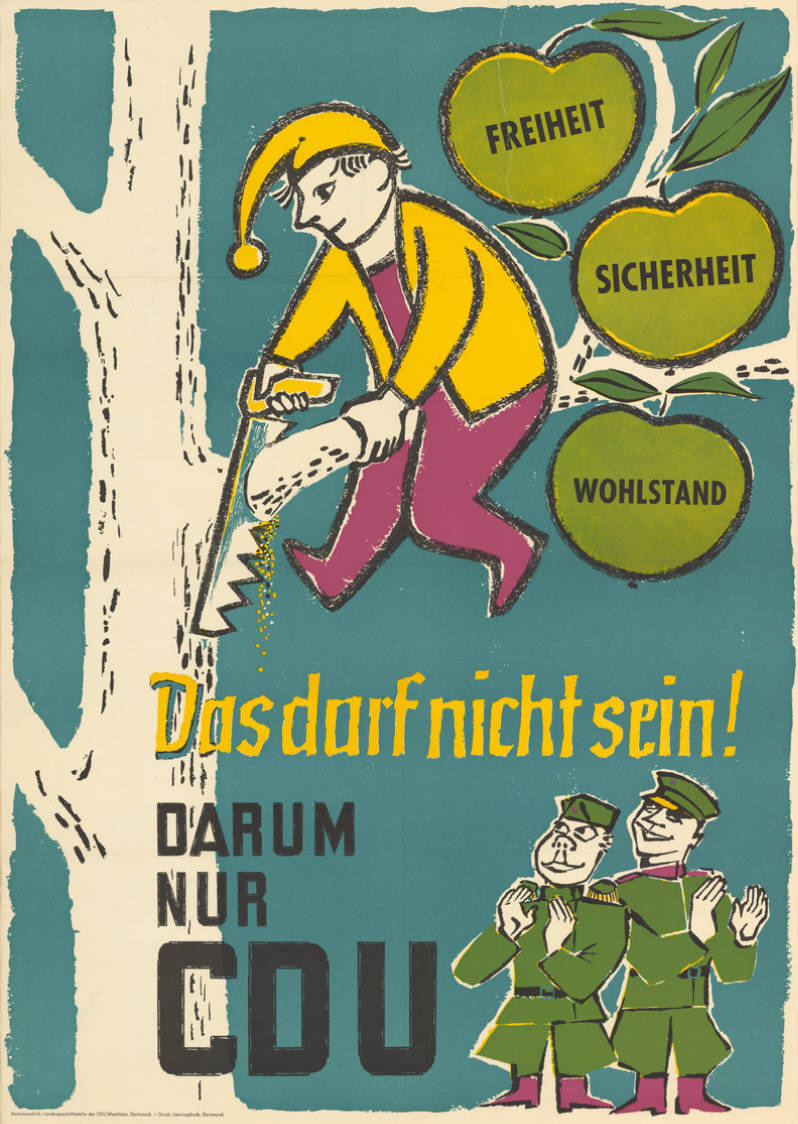
Антикоммунистический плакат ХДС, 1957 год. Михель на глазах солдат пилит ветку со словами «свобода», «безопасность» и «достаток», ниже лозунг «Такого быть не должно! Поэтому только ХДС.»

В 1870 году была основана партия Центра, союзником которой в Баварии с 1919 года была Баварская народная партия. В 1933 году партия Центра самораспустилась. В 1945 году были восстановлены 4 партии Центра, по одной в каждой из оккупационных зон, но большая часть руководства партии Центра с частью членов Немецкой национальной народной партии образовали 4 христианско-демократических союза. Федеральный ХДС был основан 1949 году путём объединения трёх зональных ХДС. Кроме них, в ХДС вошла Баденская Христианско-Социальная Народная Партия.
Вначале ХДС представлял собой гражданское движение, которое должно было стать «политической родиной» для представителей католиков и протестантов. Понятие «союз» в названии партии должно было сделать очевидным и для окружающих интегрирующее начало и характер этой народной партии. Уже в 1945 году ХДС выступал с собственными программными проектами в Западном Берлине и Кёльне. Он пережил период стремительного развития при своём первом Председателе Конраде Аденауэре (1950—1966). В 1957 году союз ХДС/ХСС — получил абсолютное большинство в бундестаге и это единственный случай в послевоенной истории Германии. В это время ХДС не был — в отличие от СДПГ — типичной партией, в основе которой лежит индивидуальное членство, но благодаря успешной политике Конрада Аденауэра ХДС пользовался широкой поддержкой избирателей.
Лишь после 1969 года, когда ХДС/ХСС не получил необходимого большинства для образования правительства, хотя и набрал наибольшее количество голосов, партия усилила агитацию с целью привлечения новых членов. С 1969 по 1978 годы численность ХДС выросла с 304.000 до 675.000 членов. Под руководством Гельмута Коля партия постепенно восстанавливала позиции, добившись заметного успеха на выборах 1976. Однако отстранить от власти коалицию СДПГ — СвДП не удалось, что привело к усилению правого крыла, ориентированного на председателя баварского ХСС Франца Йозефа Штрауса. Лидером правых сил ХДС являлся Альфред Дреггер.
На выборах 1980 год ХДС/ХСС выдвинул Штрауса кандидатом в бундесканцлеры, но вновь потерпел поражение. Однако осенью 1982 года либеральная СвДП вышла из коалиции с социал-демократами и вступила в блок с ХДС/ХСС, бундесканцлером стал Гельмут Коль. Под его руководством были одержаны победы на выборах 1983 году и 1987 году.
30 июня 1989 года она составляла около 668 000 человек. Председателями партии после Конрада Аденауэра (1950—1966) были Людвиг Эрхард (1966—1967), Курт Георг Кизингер (1967—1971), Райнер Барцель (1971—1973), Гельмут Коль (1973—1998), Вольфганг Шойбле (1998—2000). С апреля 2000 по декабрь 2018 года пост Председателя ХДС занимала Ангела Меркель. С 7 декабря 2018 года по 22 января 2021 года пост Председателя ХДС занимала Аннегрет Крамп-Карренбауэр. После этого, следующим председателем ХДС был Армин Лашет, являвшийся по совместительству министром-президентом (премьер-министром) земли Северный Рейн-Вестфалия; он возглавлял ХДС в период с 22 января 2021 года по 31 января 2022 года — он был смещён через несколько месяцев после того, как истекли (в конце октября 2021 года) его полномочия главы правительства земли Северный Рейн-Вестфалия, что произошло, в свою очередь, затем, как ХДС/ХСС под его руководством проиграли выборы в бундестаг в сентябре 2021 года коалиции социал-демократов, либералов из СвДПГ и «зелёных» (хотя ХДС/ХСС, как и сам Лашет, всё-таки получили мандаты в бундестаге нового созыва). С 31 января 2022 года очередной председателеь ХДС/ХСС — Фридрих Мерц.
Шесть раз представители ХДС становились Президентами Федеративной Республики Германия: Генрих Любке, Карл Карстенс, Рихард фон Вайцзеккер, Роман Херцог, Хорст Кёлер и Кристиан Вульф, и пять раз — Федеральными канцлерами: Конрад Аденауэр, Людвиг Эрхард, Курт Георг Кизингер, Гельмут Коль и Ангела Меркель.

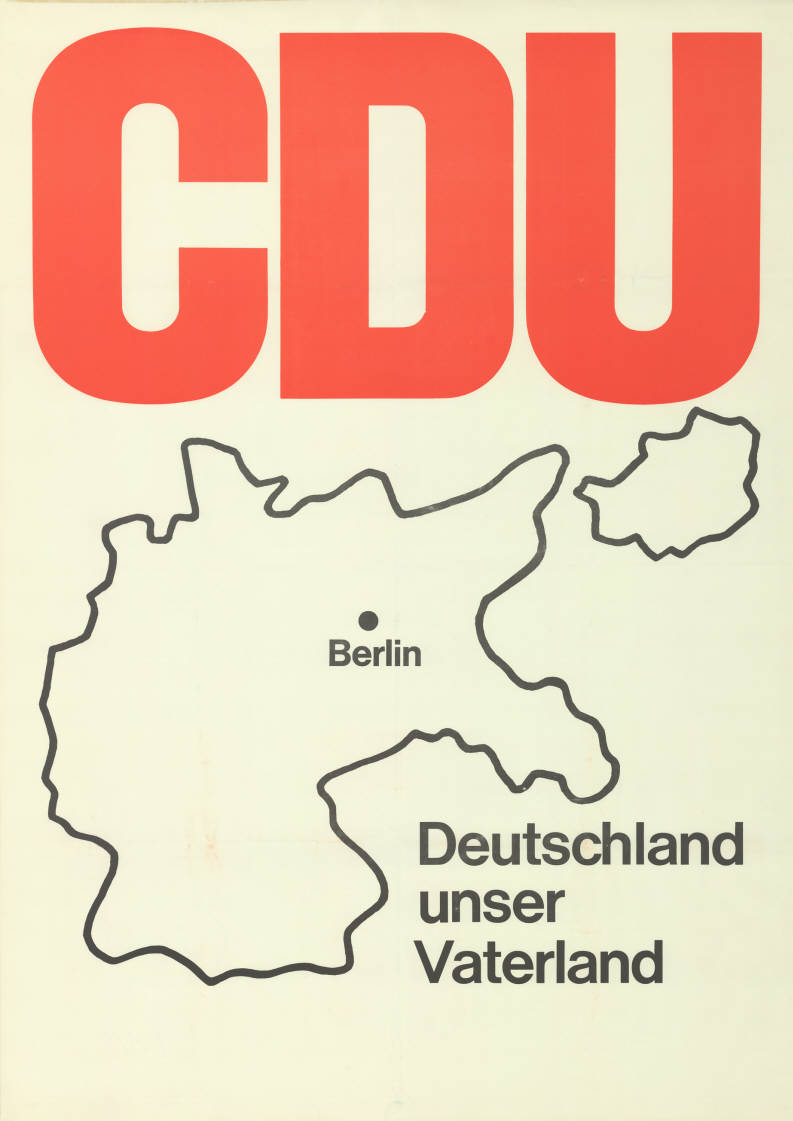
Плакат ХДС на выборы в Бундестаг в 1967 году показывает карту Германии по состоянию на 1937 год.

В Гамбурге 1-2 октября 1990 года состоялся объединительный 38-й съезд ХДС — в состав партии вошли восточногерманские Христианско-демократический союз (ГДР) и «Демократический прорыв».

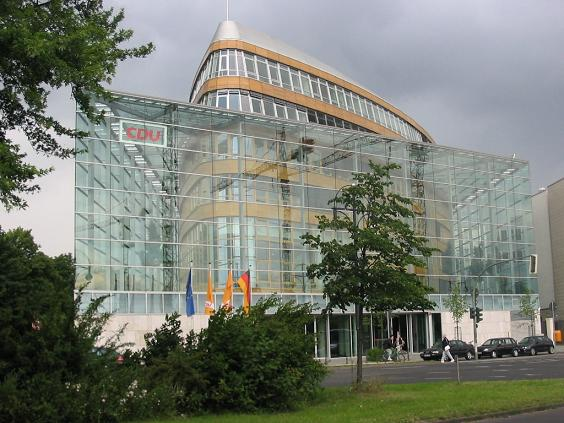
Главная контора ХДС в Берлине.

В 1992 году число членов партии в объединённой Германии составляло около 750 000, а в 1999 году — примерно 625 700 членов. В лице Лотара де Мезьера, имевшего большие заслуги в деле превращения бывшего восточного ХДС в демократическую партию, представитель Восточной Германии в 1990 году был впервые избран заместителем Председателя партии Гельмута Коля.

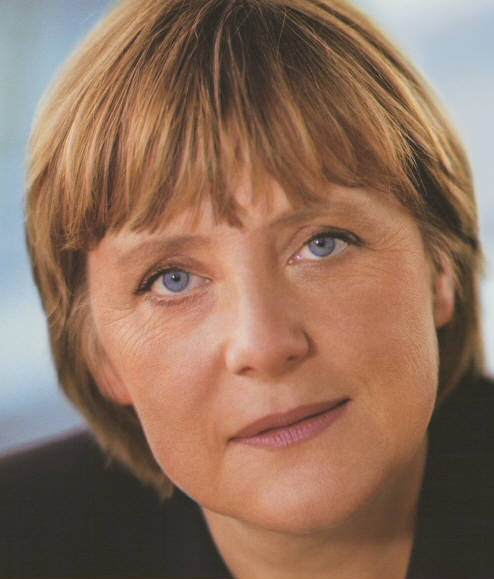
Ангела Меркель

В 1995 году ХДС отметил 50-летний юбилей. На выборах в бундестаг в 1998 году ХДС набрал 28,4 процента голосов (6,7 проц. ХСС и 28,4 проц. ХДС/ХСС в сумме составляют 35,1 процента или 245 депутатских мандатов), и блок ХДС/ХСС перешёл в оппозицию.
В 1998 году Ангела Меркель из восточной Германии становится генеральным секретарём ХДС, а председателем партии — Вольфганг Шойбле. После избрания Меркель председателем ХДС пост генерального секретаря партии занял Рупрехт Поленц.
После выборов в бундестаг в 2005 году была сформирована большая коалиция ХДС/ХСС и СДПГ во главе с канцлером Меркель.
По итогам выборов 2009 года была сформирована «чёрно-жёлтая коалиция» из блока ХДС/ХСС и СвДП. Канцлером во второй раз стала Меркель.
В результате выборов 2013 года блок ХДС/ХСС получил 311 мест из 631 и снова сформировал большую коалицию с СДПГ во главе с канцлером Меркель.
Во главе с Армином Лашетом (был председателем ХДС/ХСС с 16 января 2021 года по 22 января 2022 года, а формально — до 31 января 2022 года) ХДС/ХСС потерпели поражение на сентябрьских парламентских выборах 2021 года.
31 января 2022 года председателем ХДС стал Фридрих Мерц.
На парламентских выборах в конце февраля 2025 года блок ХДС/ХСС во главе с Фридрихом Мерцем получил 28,5 % голосов и занял первое место. Блок получит на 11 мест в Бундестаге больше по сравнению с прошлыми выборами.

## Программа
В развитии Программы ХДС можно выделить несколько этапов. Из прошлых проектов самой известной стала Аленская программа 1947 года для британской оккупационной зоны. Внимание в ней уделяется в первую очередь экономическим и социальным вопросам. Центральным требованием было кардинальное изменение экономической системы. Программа предусматривала национализацию добывающей промышленности, создание широких возможностей для участия трудящихся в принятии решений, эффективное картельное (антимонопольное) законодательство, целенаправленная поддержка среднего слоя, широкая диверсификация портфеля акций и деконцентрация крупных концернов.
Аленская программа не была полностью реализована. В экономическом отношении ХДС руководствовался разработанными преимущественно Людвигом Эрхардом Дюссельдорфскими тезисами 1949 года, в которых партия впервые потребовала создания «социальной рыночной экономики» как обязательного экономического строя. ХДС понимает под этим «социально ориентированную систему», в рамках которой экономическая свобода и свободное соревнование самостоятельных индивидуумов и предприятий должны быть приведены в соответствие с принципами социальной справедливости и гражданской солидарности. Частная собственность и свободный доступ к рынкам связываются с социальной ответственностью каждого, с социальной защитой и поддержкой системы образования, которая должна создать равные стартовые возможности для всех. Государство должно создавать рамочные условия, благоприятные для развития экономики, и соблюдать принцип субсидиарности, то есть помогать там, где личной ответственности каждого недостаточно для достижения всеобщего блага и социальной защиты.
Внешнеполитическая концепция ХДС впервые находит своё отражение в Гамбургской программе 1953 года. В этом документе решительно отвергается идея нейтралитета Германии. Важнейшей целью называется воссоединение Германии в условиях мира и свободы. При этом до подписания Московского договора с Советским Союзом и Варшавского договора с Польшей 1970 года партия декларировала стремление вернуть восточные территории Германии. На обоснование этой идеи работала созданная в ноябре 1946 года Гёттингенская рабочая группа, а главным идеологом выступал её многолетний руководитель и видный советолог, балтийский немец Борис Мейснер. Он работал в комиссии по иностранным делам исполнительного комитета партии с 1970 по 1976 год. Он также был консультантом канцлера ФРГ Гельмута Коля по вопросам Восточной Европы в 1980-х и 1990-х годах.
ХДС во внешней политике придерживается принципа принадлежности Федеративной Республики к западному альянсу НАТО. Уже упомянутый профессор Борис Мейснер вошёл в назначенную канцлером Колем группу по переговорам, которая смогла преодолеть вето советского руководства на вступление объединённой Германии в НАТО. Прочный мир на планете должен быть достигнут благодаря интенсивному диалогу между Востоком и Западом и активной помощи развивающимся странам в рамках диалога между Севером и Югом, декларируется в официальных документах ХДС. Особое внимание по-прежнему уделяется сокращению вооружений и европейской интеграции в экономическом и политическом плане.
Этические основы христианства, идея социального рыночного хозяйства и прочная укоренённость Федеративной Республики в западной системе и по сей день составляют основу программы ХДС. Все принятые с начала 1960-х годов проекты являются вариантами и модификациями этих трёх основных принципов. Так, например, в так называемом «Мангеймском заявлении» от 1975 года подчёркнутая приверженность социальной рыночной экономике была дополнена «новым социальным вопросом», который исходит из того, что в обществе наблюдаются конфликты между организованными и неорганизованными общественными интересами и неравномерное распределение социальной нагрузки. В экономическом плане государство должно поддерживать частную инициативу и создавать оптимальные рамочные условия для развития экономики. ХДС выступает также за реформирование систем налогообложения и здравоохранения.
В области экономической и финансовой политики ХДС видит свою главную задачу в поддержке качественного экономического подъёма и сокращении безработицы. В Штутгартских тезисах от 1984 года находит отражение новое понимание техники и окружающей среды. Приблизиться к цели всеобъемлющей защиты окружающей среды партия намерена с помощью новых технологий и мер по изменению сознания населения. Однако, как подчёркивается в документе, необходимо ограничить применение новых технологий там, где техника начинает утрачивать функцию служения человеку. В частности, возможности вмешательства в наследственный код человека требуют установления «новых границ для технических возможностей, которые бы отвечали этическим масштабам нашего христианского представления о человеке».
Усиливающаяся глобализация проблем делает необходимым более активный обмен опытом между партиями на международном уровне. ХДС делает это, являясь членом Центристского демократического интернационала и Международного демократического союза. Особое внимание ХДС уделяет европейскому единству.
В годы канцлерства Ангелы Меркель партия, всегда бывшая консервативной, сдвинулась в центр политического спектра: её усилиями Германия перешла к профессиональной армии (всеобщая воинская обязанность была одним из идеологических постулатов ХДС и её союзника ХСС), начала последовательно отказываться от атомной энергии, узаконила однополые браки и провела ряд других либеральных реформ.

## Организационная структура
Христианско-демократический союз состоит из земельных ассоциаций (landesverband), земельные ассоциации из районных ассоциаций (kreisverband) в каждом из районов, свободных городов и округов земель Берлин и Гамбург, районные ассоциации из городских ассоциаций (stadtverband) по одному на город, общинных ассоциаций (gemeindeverband) по одному на общину, и ассоциаций городских округов (stadtbezirksverband) по одному на городской округ, крупные городские, общинные и ассоциации городских округов из местных ассоциаций (ortsverband) на уровне городского квартала или деревни.
Высший орган — Федеральный съезд (Bundesparteitag), между федеральными партийными съездами — федеральный комитет (Bundesausschuss), между федеральными комитетами — Федеральное правление (Bundesvorstand), исполнительный орган — Федеральный президиум (Bundespräsidium), высшее должностное лицо — Федеральный председатель (Bundesvorsitzender), прочие должностные лица — заместители Федерального председателя (stellvertretender Bundesvorsitzender), Федеральный генеральный секретарь (Bundesgeneralsekretaer), Федеральный директор (Bundesgeschaeftsfuehrer), Федеральный казначей (Bundesschatzmeister) и Федеральный контролёр счетов (Bundesrechnungspruefer), высший контрольный орган — Федеральный партийный суд (Bundesparteigericht).
Земельные ассоциации
Земельные ассоциации соответствуют землям. У ХДС нет земельной ассоциации в Баварии, в то время как Христианско-социальный союз (ХСС) действует только в Баварии. Однако в бундестаге ХДС и ХСС образуют единую фракцию. Кроме того в имеются ассоциации в Ольденбурге, Брауншвейге и Ганновере, а также в Брюсселе. В Европейском парламенте депутаты ХДС/ХСС входят во фракцию Европейская народная партия.
Высший орган земельной ассоциации — земельный съезд (landesparteitag), между земельными съездами — земельный комитет (landesausschuss), между земельными комитетами — земельное правление (landesvorstand), высшее должностное лицо земельной ассоциации — земельное правление (landesvorsitzender), прочие должностные лица земельной ассоциации — заместители земельного председателя (stellvertretender landesvorsitzender), земельный генеральный секретарь (landesgeneralsekretaer), земельный директор (landesgeschaeftsfuehrer), земельный казначей (landesschatzmeister) и земельный контролёр счетов (landesrechnungspruefer), контрольный орган земельной ассоциации — земельный партийный суд (landesparteigericht).
Районные ассоциации
Районные ассоциации соответствуют районам, внерайонным городам и округам земель Берлин и Гамбург.
Высший орган районной ассоциации — районный съезд (kreisparteitag), между районными съездами — районный комитет (kreisausschuss), между районными комитетами — районное правление (kreisvorstand), высшее должностное лицо районной ассоциации — районный председатель (kreisvorsitzender), прочие должностные лица районной ассоциации — заместители районного председателя (stellvertretender kreisvorsitzender), районный секретарь (kreisschriftführer), районный казначей (kreisschatzmiester) и районный контролёр счетов (kreisrechnungspruefer), контрольный орган районной ассоциации — районный партийный суд (kreisparteigericht) (существуют только в крупных районных ассоциациях).
Городские ассоциации
Соответствуют районным городам.
Высший орган городской ассоциации — городское общее собрание (stadtmitgliederversammlung) (в очень крупных городских ассоциациях — городской съезд (stadtparteitag)), между общими собраниями — городское правление (stadtvorstand), высшее должностное лицо городской ассоциации — городской председатель (stadtvorsitzender), прочие должностные лица городской ассоциации — заместители городского председателя (stellvertretender stadtvorsitzender), городской секретарь (stadtschriftführer), городской казначей (stadtschztmeister) и городской контролёр счетов (stadtrechnungspruefer).
Общинные ассоциации
Соответствуют общинам.
Высшие органы общинной ассоциации — общинное общее собрание (gemeindemitgliederversammlung) (в очень крупных общинных ассоциациях — общинный съезд (gemeindeparteitag)), между общими собраниями — общинное правление (gemeindevorstand), высшее должностное лицо общинной ассоциации — общинный председатель (gemeindevorsitzender), прочие должностные лица общинной ассоциации — заместители общинного председателя (stellvertrender gemeindevorsitzender), общинный секретарь (gemeindeschriftführer), общинный казначей (gemeindeschatzmeister) и общинный контролёр счетов (gemeinderechnungspruefer).
Ассоциации городских округов
Соответствуют городским округам и их аналогам в разных землях.
Высший орган ассоциации городского округа — городское окружное общее собрание (stadtbezirksmitgliderversammlung) (в очень крупных ассоциациях городских округов — съезд городского округа (stadtbezirksparteitag)), между общими собраниями — правление городского округа (stadtbezirksvorstand), высшее должностное лицо ассоциации городского округа — председатель городского округа (stadtbezirksvorsitzender), прочие должностные лица ассоциации городского округа — заместители председателя городского округа (stellvertretender stadtbezirksvorsitzender), секретарь городского округа (stadtbezirksschriftführer), казначей городского округа (stadtbezirksschatzmeister) и контролёр счетов городского округа (stadtbezirksrechnungspruefer).
Местные ассоциации
Местные ассоциации соответствуют городским кварталам и деревням.
Высший орган местной ассоциации — местное общее собрание (ortsmitgliederversammlung), между общими собраниями — местное правление (ortsvorstand), высшее должностное лицо местной ассоциации — местный председатель (ortsvorsitzender), прочие должностные лица местной ассоциации — заместители местного председателя (stellvertretender ortsvorsitzender), местный секретарь (ortsschriftführer), местный казначей (ortsschatzmeister) и местный контролёр счетов (ortsrechnungspruefer).

### Союзы
- Молодёжный союз (Junge Union, JU)
- Женский союз (Frauen-Union, FU), до 1988 года — Женское объединение ХДС (Frauenvereinigung der CDU), до 1956 года система женских комитетов и Женское рабочее сообщество в ХДС/ХСС Германии (Frauenarbeitsgemeinschaft der CDU/CSU Deutschlands)
- Студенческий союз (Schüler Union, SU)
- Союз пенсионеров (Senioren-Union, SU)
- Лесбиянки и геи в союзе (Lesben und Schwule in der Union, LSU)
- Немецко-турецкий форум (Deutsch-Türkisches Forum, DTF)
- Среднего класса и бизнеса объединение (Mittelstands- und Wirtschaftsvereinigung, MIT), до 1956 года система съездов малого бизнеса и комитетов малого бизнеса
- Муниципально-политическое объединение (Kommunalpolitische Vereinigung, KPV)
- Восточная и центральнонемецкая ассоциация (Ost- und Mitteldeutsche Vereinigung, OMV)
- Федеральный рабочий клуб христианско-демократических юристов (Bundesarbeitskreis Christlich-Demokratischer Juristen, BACDJ)
- Евангелический рабочий клуб (Evangelischer Arbeitskreis)
- Рабочий клуб католиков в ХДС (Arbeitskreis Engagierter Katholiken in der CDU)
- Христианско-демократический рабочий союз (Christlich-Demokratische Arbeitnehmerschaft)

Организационная структура союзов
Большинство союзов состоит из земельных ассоциаций, крупные земельные ассоциации (у Молодёжного союза — все) из районных ассоциаций, крупные районные ассоциации Молодёжного союза могут делиться на городские ассоциации, общинные ассоциации или городские окружные ассоциации. Кроме того Молодёжный союз может иметь учебные группы (hochschulgruppe), а Христианско-демократический рабочий союз может иметь производственные группы (betriebsgruppe).
Высший орган союза — федеральный съезд (bundestagung) (в «Молодом Союзе» — Общегерманский съезд (Deutschlandtag)), между федеральными съездами — федеральное правление, высшее должностное лицо союза — федеральный председатель, прочие должностные лица союза — заместители федерального председателя, федеральный директор, федеральный казначей и федеральный контролёр кассы (bundeskassenpruefer), в молодёжном союзе существует также федеральный арбитражный суд (bundesschiedsgericht).
Земельные ассоциации союзов
Высший орган земельной ассоциации союза — земельное общее собрание, в крупных земельных ассоциациях — земельный съезд (landestagung реже landestag), между земельными общими собраниями — земельный совет (landesrat), между земельными советами — земельное правление, высшее должностное лицо земельной ассоциации союза — земельный председатель, прочие должностные лица земельной ассоциации союза — заместители земельного председателя, земельный директор, земельный казначей и земельный контролёр кассы (landeskassenpruefer), в земельных ассоциациях Молодёжного союза существует также земельные арбитражные суды (landesschiedsgericht).
Районные ассоциации союзов
Высший орган районной ассоциации союза — районное общее собрание (kreismitgliderversammlung), крупных районных ассоциаций Молодёжного союза — районный съезд (kreistagung, реже — kreistag), между районными общими собраниями — районное правление, высшее должностное лицо районной ассоциации союза — районный председатель, прочие должностные лица районной ассоциации союза — заместители районного председателя, районный казначей и районный контролёр кассы (kreiskassenpruefer).
Общинные (городские, городские окружные) ассоциации союзов
Высший орган общинной (городской, городской окружной) ассоциации союза — общинное общее собрание (городское общее собрание, городское окружное общее собрание), между общими собраниями — общинное правление (городское правление, городское окружное правление), высшее должностное лицо общинной (городской, городской окружной) ассоциации союза — общинный председатель (городской председатель, городской окружной председатель), прочие должностные лица общинной (городской, городской окружной) ассоциации союза — заместители общинного председателя, общинный казначей и общинный контролёр кассы.
Учебные группы Молодёжного союза и Студенческого союза
Учебные группы Молодёжного союза и Студенческого союза могут создаваться в университетах, высших школах или специальных школах, в которых есть достаточное количество членов ХДС, Молодёжного союза или Студенческого союза.
Высший орган учебной группы — общее собрание, между общими собраниями — правление учебной группы (hochschulgruppenvorstand), высшее должностное лицо учебной группы — председатель учебной группы (hochschulgruppenvorsitzender).
Производственные группы Христианско-демократического рабочего союза
Производственные группы Христианско-демократического рабочего союза могут создаваться на предприятиях и учреждениях в которых есть достаточное количество членов ХДС или членов Христианско-демократического рабочего союза.
Высший орган производственной группы — общее собрание, между общими собраниями — правление производственной группы (betriebsgruppenvorstand), высшее должностное лицо производственной группы — председатель производственной группы (betriebsgruppenvorsitzender).

## Результаты на выборах

### Количество депутатов от ХДС
|  |

### Количество поданных голосов
|  |

| Поддержка партии на федеральных выборах 2009 года по землям: пропорциональное голосование |
| ----------------------------------------------------------------------------------------- |
|                                                                                           |

| Поддержка партии на федеральных выборах 2013 года по землям: пропорциональное голосование |
| ----------------------------------------------------------------------------------------- |
|                                                                                           |

| Поддержка партии на федеральных выборах 2017 года по землям: пропорциональное голосование |
| ----------------------------------------------------------------------------------------- |
|                                                                                           |

## Председатели ХДС
| Председатель               | Период                          |
| -------------------------- | ------------------------------- |
| Конрад Аденауэр            | 1950-1966                       |
| Людвиг Эрхард              | 1966-1967                       |
| Курт Георг Кизингер        | 1967-1971                       |
| Райнер Барцель             | 1971-1973                       |
| Гельмут Коль               | 1973-1998                       |
| Вольфганг Шойбле           | 1998-2000                       |
| Ангела Меркель             | 2000-2018                       |
| Аннегрет Крамп-Карренбауэр | 2018-2021                       |
| Армин Лашет                | 16 января 2021 — 22 января 2022 |
| Фридрих Мерц               | с 22 января 2022                |